# ساتورو ناكاجيما
ساتورو ناكاجيما مواليد 23 فبراير 1953 في آيتشي، اليابان، هو سائق فورملا 1 ياباني سابق بدأ مسيرته الاحترافية سنة 1987. كان أول سباق له هو جائزة البرازيل الكبرى 1987. خاض خلال مسيرته 80 سباقاً.

## سباقات شارك فيها
- لو مان 24 ساعة
- بطولة العالم للسيارات الرياضية

## روابط خارجية
- ساتورو ناكاجيما على موقع DriverDB.com (الإنجليزية)